# Bretanya durant la Revolució Francesa
La Revolució Francesa tingué uns efectes particulars a Bretanya, ja que perdé els pocs restes d'autonomia que li restaven.

## Abans de la Revolució
Les reformes de Lamoignon del 1788 van causar força malestar entre els bretons, i s'amotinaren els 2.500 tribunals senyorials que hi havia a Bretanya quan l'intendent Bertrand de Molleville les volgué aplicar. El comte de Botherel afirmà que els bretons tenien una associació contractual i que podia cessar si se’n violaven els termes. L'oposició del parlament, a més, provocà una revolta popular que obligaria a fugir tant a l'intendent com al comandant militar. Els nobles enviaren aleshores representants a París, però foren empresonats a la Bastilla, i els magistrats hagueren d'exiliar-se. Tanmateix, foren alliberats quan el rei convocà Estats Generals i Locals. Els burgesos de Nantes, però, es revoltaren perquè volien la mateixa representació per al Tercer Estat, ja que disposaven de l'oligarquia municipal (entre els revoltats hi era el jove François-rené de Chateaubriant).
Quan es reuniren els Estats, a més, es produïren enfrontaments a Rennes, alhora que uns 400 revoltats de Nantes setjaren els nobles al parlament. D'aquesta manera, pel febrer del 1789 el Tercer Estat a Bretanya aconseguiria tenir la mateixa representació en un terç.
Als Estats Generals del 1789, el Club Bretó fou l'origen del partit dels jacobins, dirigit per Le Chapelier, diputat per Rennes, i pel bisbe de Treguer, qui rebé suport dels nobles per mobilitzar contra la intolerància religiosa en suport de les nostres lleis antigues, però aviat foren sufocats. El 4 d'agost Le Chapelier, com a president de l'Assemblea Constituent, proposà l'abolició dels privilegis locals del parlament bretó, malgrat l'oposició de Le Guen de Kerengal, diputat per Lesneven. El 22 de setembre del 1789, a més, tota França fou dividida en departaments, i Bretanya en els cinc actuals. I el febrer del 1790, l'Assemblea Bretona, reunida a Pondivi, amb 138 delegats i presidida per la Houssaye, votà massivament per l'abolició dels Estats i s'uneix a l'Assemblea Constituent, malgrat les protestes del parlament de Rennes.
Quatre dels nou bisbats bretons foren suprimits. Els clergues constitucionals, però, no van tenir força pes al país, malgrat el prestigi d'alguns d'ells, com l'arquebisbe Le Coz de Rennes o el de Quimper, Expilly.

## La contrarevolució bretona
Alhora, el 1788 Le Guen de Kerengal fundà el primer Club Revolutionnaire Breton, mentre que l'Association Bretonne, fundada el 1759 i ara dirigida pel veterà de la Guerra d'Independència dels Estats Units, Armand Charles Tuffin de la Rouérie Colonel Armand, prendrà un nou caire revolucionari i s'imposarà com a principis restablir els drets del país i la llibertat religiosa. El 14 de juliol del 1790, durant les "festes de la Federació", sis parròquies de Cap Sizun es federaren contra els antirevolucionaris, de la mateixa manera que va fer Pondivi amb l'estudiant Jean-Victor Moreau (futur general del Rhin).
Però dels 43 diputats bretons a la Convenció, només 14 votaren a favor de la mort del rei, cosa que farà que els jacobins desconfiïn d'ells. D'aquesta manera, Le Guen de Kerengal organitzaria un aixecament armat pel 1791, però fou traït i mort el 1793. Intentà en va posar-se en contacte amb els United Irishmen irlandesos.
Per la mateixa època, el 1792, aparegué un nou moviment, de caràcter reialista, catòlic i conservador, que recolliria la potesta bretona contra la destrucció de la seva llibertat política. El moviment s'anomenaria xuaneria (del francès chouannerie), nom que prové del malnom del seu fundador, Youenn Cottereau Chathuant, i el març del 1793 s'alçaren a les selves de Felger.
Poc després, el 15 de gener del 1790, el país fou dividit en quatre departaments i s'aboliren les divisions tradicionals. I finalment, restava atacar també la llengua. Ja el 17 de juny del 1789 l'Assemblea Nacional declarà la "unitat nacional de França", a proposta del gascó bigordià Bertrand Barère de Vieuzac, qui a més proposà que la llengua oficial només fos el francès. Fins aleshores, el francès era la llengua de l'administració, i les altres parles eren discriminades, però no pas objecte de persecució sistemàtica. Fins i tot alguns reis els agradava de portar intèrprets a les províncies. La primera proposta partiria de Charles-Maurice de Talleyrand-Périgord, bisbe d'Autun, qui en un Rapport sur instruction publique afirmava que calia implantar als ciutadans uns nous sentiments, uns nous costums, uns nous hàbits. El decret del 14 de gener del 1790 promovia la traducció i la difusió de missatges a les parles regionals, on hi destacaria el llenguadocià Dugàs, redactor de Lo Point du Jour. Però se li oposà Barère de Vieuzac, qui va fer públic un informe del 27 de gener del 1794 on afirmava que el feudalisme i la superstició parlen baixbretó, l'emigració i l'odi a la república parlen alemany, la contrarevolució parla italià, i el fanatisme parla basc.
Per acabar-ho d'adobar, el 8 d'agost del 1793 l'abat lorenès Henri Grégoire, bisbe de Blois des del 1791 i que odiava els patuesos, sobretot els provençals, presentaria a la Convenció el Rápport sur la necesité et les moyens d'anéantir les patois et universaliser l'use de la langue française, on tracta les parles locals amb un menyspreu sense precedents fins aleshores, i en proposa la virtual eliminació per contrarevolucionàries i reaccionàries.

## La revolta dels xuans
Un cop acabat el Terror, la política de persecució lingüística contra els nous dimonis, els patuesos, va continuar. El 27 de gener del 1794 el francès esdevé per decret l'idioma obligatori en tots els actes públics, mentre que el 4 de juny l'ús del patois és prohibit en els actes públics. A més, el 4 de juny del 1794 es fan públiques les propostes de l'informe de Grégoire, de manera que es proposa l'ús exclusiu del francès a les discussions municipals, així com la modificació dels rètols i noms dels carrers.
Com a resposta, els xuans bretons adoptaren la divisa Doue ha mem Bro (Déu i el meu país), i el 1794 es rebel·laren contra els impostos i les lleves obligatòries, donant suport al líder reialista Joseph de La Poissaye, antic diputat de l'Assemblea Constituent. Com a resposta, 26 membres del Consell General de Penn Ar Bed foren executats a Brest el maig d'aquell mateix any. Alhora, el cap dels xuans, Jorg Cadoudal, instal·là el quartel general a Vitré, des d'on demanarà ajut als britànics, de manera que amb el suport de 800 soldats atacarà Rennes i insurreccionarà tot Ar Mor-Bihan. La repressió, però, no es faria esperar. Jean-Baptiste Carrier va fer executar més de mil xuans a An Alre el 1795. Així i tot, un cos expedicionari de 5.000 exiliats desembarcà amb Warreau a Carnac, però foren vençuts per Lazare Hoche.
Després, un cop acabat el Terror, la pressió contra les llengües minoritàries afluixaria. El 25 d'octubre del 1795 el foixenc Josèp Lakanal va canviar hàbilment el sentit de la Loi d'enseignament DEL francès perquè no hagués de ser expressament EN francès. A més, la república d'aleshores no disposava ni dels fons ni dels efectius humans per tal de dur-ho a terme ... en aquest segle.
Napoleó I, per l'altra banda, iniciaria una política proteccionista i de blocatge continental contra la Gran Bretanya que arruïnaria la Bretanya, puix que feia tots els seus intercanvis comercials amb Gran Bretanya i Irlanda. Fins i tot, esborrà el nom Bretanya del mapa i anomenaria al país Nord-oest de France.